# Évangile de Gamaliel
On appelle Évangile de Gamaliel (ou pseudo-Gamaliel)
Ce récit, dont le narrateur se présente comme Gamaliel, maître de l'apôtre Paul de Tarse, se trouve en plusieurs extraits intercalés dans une homélie d'un évêque Heryaqos, la Lamentation de Marie. Ce texte est la traduction en éthiopien (Guèze) d'une version arabe, dérivant peut-être elle-même initialement d'un original copte.
Le texte, dans la tradition de l'Église chrétienne copte, qui fait de Ponce Pilate, le préfet romain qui a condamné Jésus, un saint converti au christianisme, le présente sous un jour favorable. Il s'inspire vraisemblablement de la recension A des Actes de Pilate (Évangile de Nicodème), et pourrait dater de la seconde moitié du Ve siècle. En annexe du dernier extrait, se trouve une correspondance entre Pilate et Hérode Antipas, très différente des autres versions de cette correspondance.
Certains passages peuvent être mis en relation avec des fragments coptes, édités sous le titre Évangile des douze apôtres
Le récit de la Passion du Christ de l' 'évangile de Gamaliel fut adapté en ancien français, version existant dans une quinzaine de manuscrits des XIVe et XVe siècles